# لاشکوو
لاشکوو (به چکی: Laškov) یک منطقهٔ مسکونی در جمهوری چک است که در ناحیه پروستییوو واقع شده‌است.
 لاشکوو ۱۲٫۸۶ کیلومتر مربع مساحت و ۵۷۷ نفر جمعیت دارد و ۳۰۱ متر بالاتر از سطح دریا واقع شده‌است.